# Azijski ambrozijski podlubnik
Azijski ambrozijski podlubnik (znanstveno ime Xylosandrus crassiusculus)je vrsta hroščev iz družine pravih rilčkarjev, ki izvira iz Azije, postal pa je invazivna vrsta tako v Afriki, kot tudi v obeh Amerikah, Evropi in Oceaniji.
V Sloveniji so hrošča prvič opazili avgusta leta 2017 in sicer v Podsabotinu v Goriških Brdih

## Opis
Odrasli hrošči so rdečkasto rjave barve. Samci dosežejo dolžino okoli 1,5 mm, samice pa okoli 3 mm. Ličinke so bele barve, dolge so približno 3 mm in imajo telo oblikovano v obliki črke C. Imajo poudarjeno glavino kapsulo in nimajo nog.